# Marianne Merchez
Marianne Merchez (* 25. November 1960 in Uccle, Belgien) war zwischen dem 15. Mai 1992 und 1995 Raumfahreranwärterin bei der Europäischen Weltraumagentur ESA.
Sie ist verheiratet mit dem Italiener Maurizio Cheli, der ebenfalls Mitglied des Europäischen Astronautenkorps war.
Marianne Merchez studierte Medizin sowie Weltraummedizin und ließ sich zur Linienpilotin (Boeing 737) weiterbilden. Sie war die erste Frau, die die ESA auswählte, verließ jedoch nach der Heirat mit Maurizio Cheli das Korps wieder, ohne einer Mission zugeteilt worden zu sein.
Sie lebt zurzeit in Turin, Italien, und führt zusammen mit ihrem Mann die Beratungsfirma Zenix Consulting.